# Arroio Santa Tereza
Nota: para o arroio em Porto Alegre, ver Arroio Santa Tereza (Porto Alegre).
O arroio Santa Tereza é um arroio brasileiro do estado do Rio Grande do Sul. Nasce no distrito de Passo Burmann, em Catuípe, até desaguar no lajeado das Pombas, que por sua vez deságua no rio Ijuí. Uma parte do arroio forma a divisa natural entre os municípios de Catuípe e Santo Ângelo.